# Tullbergia collis
Tullbergia collis är en urinsektsart som beskrevs av Christine D. Bacon 1914. Tullbergia collis ingår i släktet Tullbergia och familjen Tullbergiidae. Inga underarter finns listade i Catalogue of Life.